# Diana Sanz (gimnasta)
Diana Sanz Ginés (Valladolid, 2005) es una deportista española que compite en gimnasia en la modalidad de trampolín doble mini. Su hermana Erica compite en el mismo deporte.
Ganó una medalla de bronce en el Campeonato Europeo de Gimnasia en Trampolín de 2024, en la prueba por equipo.

## Palmarés internacional
| Campeonato Europeo | Campeonato Europeo   | Campeonato Europeo | Campeonato Europeo |
| Año                | Lugar                | Medalla            | Prueba             |
| ------------------ | -------------------- | ------------------ | ------------------ |
| 2024               | Guimarães (Portugal) | Medalla de bronce  | Equipo             |